# Christian Nucci
Christian Nucci (ur. 31 października 1939 w Turenne w Algierii) – francuski polityk, minister delegowany.

## Działalność polityczna
W latach 1977–2008 był merem Beaurepaire. Od 1978 do 1982 i od 1986 do 1988 był deputowanym do Zgromadzenia Narodowego. W okresie od 8 grudnia 1982 do 20 marca 1986 był ministrem delegowanym ds. współpracy i rozwoju w drugim i trzecim rządzie premiera Mauroya i rządzie premiera Fabiusa.